# Lotus E22
El Lotus E22 es un monoplaza de Fórmula 1 diseñado por Lotus para competir en la Temporada 2014 de Fórmula 1. Será conducido por Romain Grosjean y por Pastor Maldonado, quien llega al equipo en reemplazo de Kimi Räikkönen, después de que este dejara el equipo para unirse a Ferrari. El E22 fue diseñado para montar el nuevo motor de Renault, el V6 1.6 turbo, denominado Renault Energy F1-2014.
El equipo se vio forzado a perderse el primer test de pretemporada en Jerez de la Frontera,  pero mostró imágenes renderizadas por computadora de su coche, mostrando un diseño distintivo en la nariz, con puntas dispares, similar a la nariz del McLaren MP4-29.

## Resultados
(Clave) (negrita indica pole position) (cursiva indica vuelta rápida)
| Año  | Motor                               | Neu. | N.º | Pilotos          | 1   | 2   | 3   | 4   | 5   | 6   | 7   | 8   | 9   | 10  | 11  | 12  | 13  | 14  | 15  | 16  | 17  | 18  | 19  | Puntos | Pos. |
| ---- | ----------------------------------- | ---- | --- | ---------------- | --- | --- | --- | --- | --- | --- | --- | --- | --- | --- | --- | --- | --- | --- | --- | --- | --- | --- | --- | ------ | ---- |
| 2014 | Renault Energy F1-2014 1.6 V6 Turbo | P    |     |                  | AUS | MYS | BHR | CHN | ESP | MON | CAN | AUT | GBR | GER | HUN | BEL | ITA | SIN | JPN | RUS | USA | BRA | ABU | 10     | 8º   |
| 2014 | Renault Energy F1-2014 1.6 V6 Turbo | P    | 8   | Romain Grosjean  | Ret | 11  | 12  | Ret | 8   | 8   | Ret | 14  | 12  | Ret | Ret | Ret | 16  | 13  | 15  | 17  | 11  | 17≠ | 13  | 10     | 8º   |
| 2014 | Renault Energy F1-2014 1.6 V6 Turbo | P    | 13  | Pastor Maldonado | Ret | Ret | 14  | 14  | 15  | DNS | Ret | 12  | 17≠ | 12  | 13  | Ret | 14  | 12  | 16  | 18  | 9   | 12  | Ret | 10     | 8º   |

- ≠ El piloto no acabó el Gran Premio, pero se clasificó al completar el 90% de la distancia total.
- Pilotos y constructores suman puntos dobles en el Gran Premio de Abu Dabi.